# Gouvinhas
Gouvinhas é uma povoação portuguesa sede da Freguesia de Gouvinhas do Município de Sabrosa, freguesia com 14,47 km² de área e 220 habitantes (censo de 2021), tendo, por isso, uma densidade populacional de 15,2 hab./km².

## Demografia
A população registada nos censos foi:
| Distribuição da População por Grupos Etários | Distribuição da População por Grupos Etários | Distribuição da População por Grupos Etários | Distribuição da População por Grupos Etários | Distribuição da População por Grupos Etários |
| -------------------------------------------- | -------------------------------------------- | -------------------------------------------- | -------------------------------------------- | -------------------------------------------- |
| Ano                                          | 0-14 Anos                                    | 15-24 Anos                                   | 25-64 Anos                                   | > 65 Anos                                    |
| 2001                                         | 66                                           | 67                                           | 169                                          | 57                                           |
| 2011                                         | 25                                           | 36                                           | 148                                          | 58                                           |
| 2021                                         | 24                                           | 11                                           | 112                                          | 73                                           |

## Património
- Igreja Paroquial de Santa Maria Madalena de Gouvinhas;
- Capela do Coração de Maria, em Entre Caminhos;
- Capela de São Miguel;
- Capela de Santo Amaro;
- Capela do Espírito Santo;
- Marco Granítico n.º 34;
- Marco Granítico n.º 35;
- Marco Granítico n.º 36;
- Marco Granítico n.º 37;
- Marco Granítico n.º 38;
- Marco Granítico n.º 39;
- Marco Granítico n.º 40;
- Marco Granítico n.º 41.

## Personalidades ilustres
- Barão de Gouvinhas;
- Visconde de Morais que recusou ser Conde de Morais.